# Sergio Espinoza
Sergio Espinoza (Chile, 25 de diciembre de 1928-10 de agosto de 2015) fue un futbolista de Chile que jugó en la posición de delantero centro.

## Carrera

### Club
Jugó toda su carrera con el Audax Italiano de 1947 a 1960, equipo con el que fue campeón nacional en dos ocasiones.

### Selección nacional
Debutó con Chile el 19 de septiembre de 1954 en la derrota por 2-4 ante Perú en Santiago de Chile por la Copa del Pacífico 1954 y su último partido internacional lo jugó el 21 de marzo de 1957 en la victoria por 3-2 sobre Colombia en Lima, Perú por la copa América 1957, partido en el que marcó su único gol internacional.

## Logros
- Primera División de Chile (2): 1948, 1957